# Friedrich Werner von der Schulenburg
Gróf Friedrich Werner von der Schulenburg (Kemberg, Porosz Királyság, 1875. november 20. – 1944. november 10.) német diplomata. 1934 és 1941 között Rudolf Nadolny utódjaként ő volt Németország utolsó nagykövete a Szovjetunióba. Diplomáciai karrierjét az első világháború előtt kezdte. Miután részt vett az Adolf Hitler elleni július 20-i merényletben, kivégezték.